# I giocatori di scacchi
I giocatori di scacchi (Shatranj Ke Khilari) è un film del 1977 diretto da Satyajit Ray.

## Trama
Il generale Outram dichiara che il regno di Oudh, nel Lucknow, è sotto il dominio britannico, e pretende che il re, che non ha dimostrato alcun interesse per gli affari di stato, abdichi. Nel frattempo, due nobili si incontrano per una partita a scacchi, ignorando le famiglie e la crisi politica.